# Episodi di Grey's Anatomy (ventesima stagione)
La ventesima stagione della serie televisiva Grey's Anatomy, composta da dieci episodi, è stata trasmessa in prima visione assoluta negli Stati Uniti d'America da ABC dal 14 marzo al 30 maggio 2024. La stagione inizia dopo la mid-season a causa dello sciopero degli sceneggiatori e attori. 
In Italia la stagione è pubblicata sul servizio on-demand Disney+ dal 25 aprile all'11 luglio 2024. Nella Svizzera italiana è trasmessa in prima TV su RSI LA1 dall'11 settembre 2024.
L'attrice Ellen Pompeo (Meredith Grey) appare come personaggio ricorrente in 5 episodi. Kelly McCreary e Jessica Capshaw, interpreti rispettivamente della dottoressa Maggie Pierce e Arizona Robbins, tornano come guest star in un episodio.
| nº | Titolo originale       | Titolo Italia            | Prima TV USA   | Pubblicazione Italia |
| -- | ---------------------- | ------------------------ | -------------- | -------------------- |
| 1  | We’ve Only Just Begun  | Siamo solo all'inizio    | 14 marzo 2024  | 25 aprile 2024       |
| 2  | Keep the Family Close  | Tieni la famiglia vicina | 21 marzo 2024  | 2 maggio 2024        |
| 3  | Walk on the Ocean      | Cammina sull'oceano      | 28 marzo 2024  | 9 maggio 2024        |
| 4  | Baby Can I Hold You    | Tesoro, posso stringerti | 4 aprile 2024  | 16 maggio 2024       |
| 5  | Never Felt So Alone    | Mai sentito così solo    | 11 aprile 2024 | 23 maggio 2024       |
| 6  | The Marathon Continues | La maratona continua     | 2 maggio 2024  | 13 giugno 2024       |
| 7  | She Used to Be Mine    | Lei era mia              | 9 maggio 2024  | 20 giugno 2024       |
| 8  | Blood, Sweat and Tears | Sangue, sudore e lacrime | 16 maggio 2024 | 29 giugno 2024       |
| 9  | I Carry Your Heart     | Porto il tuo cuore       | 23 maggio 2024 | 4 luglio 2024        |
| 10 | Burn It Down           | Brucia tutto             | 30 maggio 2024 | 11 luglio 2024       |

## Siamo solo all'inizio
- Titolo originale: We've Only Just Begun
- Diretto da: Kevin McKidd
- Scritto da: Meg Marinis

### Trama
Meredith riconsidera i suoi piani dopo essersi ribellata nel finale della scorsa stagione e dopo aver avuto un colloquio con Catherine Fox. Le matricole sono a rischio dopo la morte di un paziente, ma Simone e Lucas vengono immediatamente sottoposti a test di emergenza quando si ritrovano sul luogo di un incidente. Richard si confida con Bailey e il destino di Teddy viene svelato: la donna, infatti, riesce a salvarsi.

## Tieni la famiglia vicina
- Titolo originale: Keep the Family Close
- Diretto da: Allison Liddi-Brown
- Scritto da: Briana Belser e Jess Righthand

### Trama
Bailey dice alle matricole che devono completare decine di procedure di base prima di poter tornare in sala operatoria. Nel frattempo, le cose sono imbarazzanti tra Simone e Lucas, e Amelia escogita una soluzione per un intervento chirurgico complicato.

## Cammina sull'oceano
- Titolo originale: Walk on the Ocean
- Diretto da: Debbie Allen
- Scritto da: Mark Driscoll e Beto Skubs

### Trama
Meredith e Amelia lavorano per ottenere fondi per la loro ricerca mentre Amelia si ritrova in disaccordo con la nuova pediatra, la dottoressa Beltrand. Levi incontra Nico dopo tanto tempo e scopre che quest'ultimo si è sposato e sta per avere un figlio grazie ad una madre surrogata. Owen dà consigli a Winston sulla vita coniugale, data la crisi con Maggie. Lucas abbandona Mika, costringendola a curare un paziente da sola.

## Tesoro, posso stringerti
- Titolo originale: Baby Can I Hold You
- Diretto da: Morenike Joela Evans
- Scritto da: Jase Miles-Perez

### Trama
La dottoressa Arizona Robbins torna al Grey Sloan per un caso particolarmente complicato. Le matricole vengono interrogate sui loro errori passati, mentre Teddy è impaziente di tornare al lavoro dopo i suoi problemi di salute.

## Mai sentito così solo
- Titolo originale: Never Felt So Alone
- Diretto da: Debbie Allen
- Scritto da: Tameson Duffy e Kingsley Ume

### Trama
Tutti sono in azione al Grey Sloan quando un gruppo di studenti di medicina viene ferito dal crollo di un pavimento durante la loro festa in camice bianco. Jo e Link sono costretti a parlare del futuro, mentre Jules affronta Winston riguardo al suo atteggiamento.

## La maratona continua
- Titolo originale: The Marathon Continues
- Diretto da: Amyn Kaderali
- Scritto da: Sandra Hamada

### Trama
Mika e Teddy ricevono un paziente da un penitenziario vicino. Catherine respinge il piano di trattamento di Link e Monica per un VIP. Bailey cerca di integrare il benessere nel programma.

## Lei era mia
- Titolo originale: She Used to Be Mine
- Diretto da: Debbie Allen
- Scritto da: Jamie Denbo e Scott D. Brown

### Trama
Un caso inaspettatamente complesso riporta alla mente ricordi dolorosi per Simone. Jules e Kwan fanno una scommessa ad alto rischio su chi riuscirà a finire per primo il registro delle procedure. Richard sospetta che Winston lo stia evitando.

## Sangue, sudore e lacrime
- Titolo originale: Blood, Sweat and Tears
- Diretto da: Chandra Wilson
- Scritto da: Megan Chan Meinero

### Trama
Owen e Teddy hanno il giorno libero ma incontrano un civile ferito. Monica chiede aiuto ad Amelia per un'operazione su una giovane paziente. Gli specializzandi completano i loro registri delle procedure, consentendo loro di rientrare in sala operatoria.

## Porto il tuo cuore
- Titolo originale: I Carry Your Heart
- Diretto da: Kevin McKidd
- Scritto da: Michelle Lirtzman

### Trama
Proprio quando Amelia giunge a una conclusione, Teddy incoraggia lei e Meredith ad accelerare la loro ricerca sull'Alzheimer per paura che Catherine lo scopra. Mika si ritrova intrappolata tra Link e Jo. Nel frattempo, Lucas riceve brutte notizie. Maggie torna a Seattle.

## Brucia tutto
- Titolo originale: Burn It Down
- Diretto da: Debbie Allen
- Scritto da: Julie Wong

### Trama
Gli incendi boschivi minacciano la regione di Seattle, provocando un’ondata di pazienti e procedure di emergenza. I medici si destreggiano tra l’eccesso di capacità del pronto soccorso, interventi chirurgici complessi e stress personale. Nel frattempo, Meredith prende una decisione avventata che non può essere annullata.
- Note: questo episodio inizia un evento crossover che conclude con il decimo episodio della settima stagione di Station 19.[4]